# La Villedieu-en-Fontenette
La Villedieu-en-Fontenette är en kommun i departementet Haute-Saône i regionen Bourgogne-Franche-Comté i östra Frankrike. Kommunen ligger i kantonen Saulx som tillhör arrondissementet Lure. År 2022 hade La Villedieu-en-Fontenette 167 invånare.

## Befolkningsutveckling
Antalet invånare i kommunen La Villedieu-en-Fontenette
| Referens: INSEE |